# Jōmon Sugi
Jōmon Sugi (em japonês:  縄文杉) é uma árvore Cryptomeria (em japonês:  屋久杉) localizada em Yakushima, um Património Mundial da UNESCO do Japão. É a mais antiga e maior árvore da ilha, estimada entre 2 170 e 7 200 anos de idade. Outras estimativas da idade da árvore incluem "pelo menos 5 000 anos", "mais de 6 000 anos" e "mais de 7 000 anos de idade". O nome da árvore é uma referência ao período Jōmon da pré-história japonesa.

## Localização
A árvore está localizada na face norte de Miyanoura-dake, o pico mais alto de Yakushima, a uma altitude de 1 300 metros. A descoberta da árvore em 1968 provocou movimentos para proteger as florestas de Yakushima e deu origem à indústria turística da ilha, que compõe mais da metade de sua economia.
Jōmon Sugi é acessível através da Trilha de Kusugawa (a leste de Miyanoura) e da Trilha de Arakawa (começando na represa de Arakawa), mas requer uma caminhada de quatro a cinco horas na montanha. Após a designação de Yakushima como Património da Humanidade em 1993, as autoridades locais restringiram o acesso à árvore a uma plataforma de observação construída a uma distância de 15 metros dela.
A árvore tem uma altura de 25,3 m (83,0 ft), e a circunferência do tronco tem 16,4 m (53,8 ft) Tem um volume de aproximadamente 300 m³ (10 600 ft³), tornando-a a maior conífera no Japão. A datação por anéis dos galhos da árvore, conduzida por cientistas japoneses, indicou que Jōmon Sugi tem pelo menos 2.000 anos de idade. No livro Remarkable Trees of the World (2002), o arborista Thomas Pakenham descreve Jōmon Sugi como "uma sombria árvore titã, levantando-se do chão esponjoso mais como rocha do que madeira, seus braços musculares vastos estendidos acima do emaranhado de cedros jovens e cânfora".
Em 2005, vândalos tiraram da árvore um pedaço de casca de 10 cm (3,94 in) de cada lado.
Em abril de 2009, Jōmon Sugi foi associada à Tāne Mahuta, na Floresta Waipoua da Nova Zelândia.